# Verdenscuppen i orientering 2015
Verdenscuppen i orientering 2015 var den 21. udgave af verdenscuppen i orientering.
Cuppen bestod af i alt 14 konkurrencer fordelt på fire afdelinger. Den første afdeling blev afholdt på Tasmanien, Australien, som en del af mesterskaberne i Oceanien. Anden afdeling var delt mellem Sverige og Norge, tredje afdeling var VM i Skotland, mens finalen blev afviklet nær skisportstedet Arosa i Schweiz.

## Overblik
| Afdeling | Konkurrence | Dato(er)     | Sted      | Distance     | Bemærkning                |
| -------- | ----------- | ------------ | --------- | ------------ | ------------------------- |
| 1        | 1           | 2.-3. januar | Tasmanien | Sprint       | Mesterskaberne i Oceanien |
| 1        | 2           | 8. januar    | Tasmanien | Mellem       | Mesterskaberne i Oceanien |
| 1        | 3           | 10. januar   | Tasmanien | Lang         | Mesterskaberne i Oceanien |
| 2        | 4           | 3. juni      | Halden    | Lang         |                           |
| 2        | 5           | 5. juni      | Halden    | Sprintstafet |                           |
| 2        | 6           | 6. juni      | Lysekil   | Sprint       |                           |
| 2        | 7           | 7. juni      | Uddevalla | Mellem       |                           |
| 3        | 8           | 1. august    | Inverness | Sprintstafet | VM i orientering 2015     |
| 3        | 9           | 2. august    | Inverness | Sprint       | VM i orientering 2015     |
| 3        | 10          | 4. august    | Inverness | Mellem       | VM i orientering 2015     |
| 3        | 11          | 7. august    | Inverness | Lang         | VM i orientering 2015     |
| 4        | 12          | 2. oktober   | Arosa     | Lang         |                           |
| 4        | 13          | 3. oktober   | Arosa     | Mellem       |                           |
| 4        | 14          | 4. oktober   | Arosa     | Sprintstafet |                           |

## Afdelinger

### 1. afdeling (Australien)
Afdelingen blev afholdt på Tasmanien, Australien, som en del af orienteringsmesterskaberne i Oceanien, i perioden 2.-10. januar 2015. Den bestod af tre konkurrencer i disciplinerne sprint, mellemdistance og langdistance.

#### Sprint
| Sprintorientering (nr. 1) | Sprintorientering (nr. 1) | Sprintorientering (nr. 1) | Sprintorientering (nr. 1) | Sprintorientering (nr. 1) | Sprintorientering (nr. 1) |
| ------------------------- | --- | --- | --- | --- | --- |
| Sted:                     | Tasmaniens Universitet, Launceton (Kort: Damer Arkiveret 23. marts 2015 hos Wayback Machine Herrer Arkiveret 23. marts 2015 hos Wayback Machine) | Tasmaniens Universitet, Launceton (Kort: Damer Arkiveret 23. marts 2015 hos Wayback Machine Herrer Arkiveret 23. marts 2015 hos Wayback Machine) | Tasmaniens Universitet, Launceton (Kort: Damer Arkiveret 23. marts 2015 hos Wayback Machine Herrer Arkiveret 23. marts 2015 hos Wayback Machine) | Tasmaniens Universitet, Launceton (Kort: Damer Arkiveret 23. marts 2015 hos Wayback Machine Herrer Arkiveret 23. marts 2015 hos Wayback Machine) | Tasmaniens Universitet, Launceton (Kort: Damer Arkiveret 23. marts 2015 hos Wayback Machine Herrer Arkiveret 23. marts 2015 hos Wayback Machine) |
| Dato:                     | 3. januar 2015 | 3. januar 2015 | 3. januar 2015 | 3. januar 2015 | 3. januar 2015 |
| Damer                     | Damer | Damer | Herrer | Herrer | Herrer |
| #                         | Atlet | Tid | # | Atlet | Tid |
| 1.                        | Imogene Scott | 9:46 | 1. | Matthias Kyburz | 15:06 |
| 2.                        | Tessa Ramsden | 9:47 | 2. | Daniel Hubmann | 15:39 |
| 3.                        | Belinda Lawford | 9:48 | 3. | Gustav Bergman | 15:45 |
| 4.                        | Kayla Fairbairn | 9:49 | 4. | Florian Howald | 15:46 |
| 5.                        | Esther Doetsch | 9:50 | 5. | Olav Lundanes | 15:50 |
| 6.                        | Sonia Hollands | 9:51 | 6. | Jerker Lysell | 16:07 |
| 7.                        | Heather Muir | 9:52 | 7. | Magne Dæhli | 16:13 |
| 8.                        | Kathryn Preston | 9:53 | 8. | Andreas Hougaard Boesen | 16:19 |
| 9.                        | Aislinn Prendergast | 9:54 | 8. | Oskar Sjöberg | 16:19 |
| 10.                       | Krystal Neumann | 9:55 | 10. | Gernot Kerschbaumer | 16:25 |

#### Mellemdistance
| Mellemdistance (nr. 2) | Mellemdistance (nr. 2)                                                                                                   | Mellemdistance (nr. 2)                                                                                                   | Mellemdistance (nr. 2)                                                                                                   | Mellemdistance (nr. 2)                                                                                                   | Mellemdistance (nr. 2)                                                                                                   |
| ---------------------- | --- | --- | --- | --- | --- |
| Sted:                  | Coles Bay (Kort: Damer Arkiveret 27. marts 2015 hos Wayback Machine Herrer Arkiveret 27. marts 2015 hos Wayback Machine) | Coles Bay (Kort: Damer Arkiveret 27. marts 2015 hos Wayback Machine Herrer Arkiveret 27. marts 2015 hos Wayback Machine) | Coles Bay (Kort: Damer Arkiveret 27. marts 2015 hos Wayback Machine Herrer Arkiveret 27. marts 2015 hos Wayback Machine) | Coles Bay (Kort: Damer Arkiveret 27. marts 2015 hos Wayback Machine Herrer Arkiveret 27. marts 2015 hos Wayback Machine) | Coles Bay (Kort: Damer Arkiveret 27. marts 2015 hos Wayback Machine Herrer Arkiveret 27. marts 2015 hos Wayback Machine) |
| Dato:                  | 8. januar 2015 | 8. januar 2015 | 8. januar 2015 | 8. januar 2015 | 8. januar 2015 |
| Damer                  | Damer | Damer | Herrer | Herrer | Herrer |
| #                      | Atlet | Tid | # | Atlet | Tid |
| 1.                     | Tove Alexandersson | 0:29:40 | 1. | Daniel Hubmann | 0:31:48 |
| 2.                     | Mari Fasting | 0:32:18 | 2. | Olav Lundanes | 0:32:43 |
| 3.                     | Maria Magnusson | 0:33:42 | 3. | Matthias Kyburz | 0:33:12 |
| 4.                     | Tatiana Ryabkina | 0:34:11 | 4. | Florian Howald | 0:33:39 |
| 5.                     | Sara Luescher | 0:34:19 | 5. | Andreas Rueedlinger | 0:33:40 |
| 5.                     | Emma Johansson | 0:34:19 | 6. | Albin Ridefelt | 0:33:50 |
| 7.                     | Ida Bobach | 0:34:58 | 7. | William Lind | 0:33:56 |
| 8.                     | Alva Olsson | 0:35:42 | 8. | Magne Dæhli | 0:33:57 |
| 9.                     | Judith Wyder | 0:36:12 | 9. | Jan Prochazka | 0:35:31 |
| 10.                    | Sarina Jenzer | 0:36:45 | 10. | Anton Ostlin | 0:35:36 |

#### Langdistance
| Langdistance (nr. 3) | Langdistance (nr. 3) | Langdistance (nr. 3) | Langdistance (nr. 3) | Langdistance (nr. 3) | Langdistance (nr. 3) |
| -------------------- | --- | --- | --- | --- | --- |
| Sted:                | Transit Flat, St. Helens (Kort: Damer Arkiveret 27. marts 2015 hos Wayback Machine Herrer Arkiveret 27. marts 2015 hos Wayback Machine) | Transit Flat, St. Helens (Kort: Damer Arkiveret 27. marts 2015 hos Wayback Machine Herrer Arkiveret 27. marts 2015 hos Wayback Machine) | Transit Flat, St. Helens (Kort: Damer Arkiveret 27. marts 2015 hos Wayback Machine Herrer Arkiveret 27. marts 2015 hos Wayback Machine) | Transit Flat, St. Helens (Kort: Damer Arkiveret 27. marts 2015 hos Wayback Machine Herrer Arkiveret 27. marts 2015 hos Wayback Machine) | Transit Flat, St. Helens (Kort: Damer Arkiveret 27. marts 2015 hos Wayback Machine Herrer Arkiveret 27. marts 2015 hos Wayback Machine) |
| Dato:                | 10. januar 2015 | 10. januar 2015 | 10. januar 2015 | 10. januar 2015 | 10. januar 2015 |
| Damer                | Damer | Damer | Herrer | Herrer | Herrer |
| #                    | Atlet | Tid | # | Atlet | Tid |
| 1.                   | Tove Alexandersson | 1:13:03 | 1. | Matthias Kyburz | 1:18:29 |
| 2.                   | Sara Luescher | 1:16:54 | 2. | Daniel Hubmann | 1:19:46 |
| 3.                   | Emma Johansson | 1:17:27 | 3. | Gustav Bergman | 1:20:21 |
| 4.                   | Ida Bobach | 1:18:05 | 4. | Olav Lundanes | 1:22:37 |
| 5.                   | Judith Wyder | 1:20:31 | 5. | Fredrik Johansson | 1:22:42 |
| 6.                   | Sabine Hauswirth | 1:20:41 | 6. | Magne Dæhli | 1:23:00 |
| 7.                   | Svetlana Mironova | 1:22:25 | 7. | Fabian Hertner | 1:23:31 |
| 8.                   | Tatiana Ryabkina | 1:22:43 | 8. | Mårten Boström | 1:25:36 |
| 9.                   | Helena Karlsson | 1:23:36 | 9. | Jan Prochazka | 1:27:00 |
| 10.                  | Hanny Allston | 1:23:57 | 10. | Gernot Kerschbaumer | 1:27:24 |

### 2. afdeling (Norge/Sverige)

#### Langdistance
| Langdistance (nr. 4) | Langdistance (nr. 4)     | Langdistance (nr. 4) | Langdistance (nr. 4) | Langdistance (nr. 4) | Langdistance (nr. 4) | Langdistance (nr. 4) | Langdistance (nr. 4) |
| -------------------- | ------------------------ | -------------------- | -------------------- | -------------------- | -------------------- | -------------------- | -------------------- |
| Sted:                | Halden, Norge            | Halden, Norge        | Halden, Norge        | Halden, Norge        | Halden, Norge        | Halden, Norge        | Halden, Norge        |
| Dato:                | 3. juni 2015             | 3. juni 2015         | 3. juni 2015         | 3. juni 2015         | 3. juni 2015         | 3. juni 2015         | 3. juni 2015         |
| Damer                | Damer                    | Damer                | Damer                | Herrer               | Herrer               | Herrer               | Herrer               |
| #                    | Atlet                    | Tid                  | Point                | #                    | Atlet                | Tid                  | Point                |
| 1.                   | Ida Bobach               | 01:07:17             | 100                  | 1.                   | Matthias Kyburz      | 01:29:57             | 100                  |
| 2.                   | Tove Alexandersson       | 01:08:22             | 80                   | 2.                   | Thierry Gueorgiou    | 01:31:56             | 80                   |
| 3.                   | Svetlana Mironova        | 01:12:45             | 60                   | 3.                   | Gustav Bergman       | 01:32:30             | 60                   |
| 4.                   | Nadiya Volynska          | 01:13:36             | 50                   | 4.                   | Daniel Hubmann       | 01:33:36             | 50                   |
| 5.                   | Ida Marie Naess Bjoergul | 01:13:45             | 45                   | 5.                   | Olle Boström         | 01:33:52             | 45                   |
| 6.                   | Anne Margrethe Hausken   | 01:13:55             | 40                   | 6.                   | William Lind         | 01:33:55             | 40                   |
| 7.                   | Sofia Haajanen           | 01:14:06             | 37                   | 7.                   | Frederic Tranchand   | 01:34:59             | 37                   |
| 8.                   | Lilian Forsgren          | 01:14:54             | 35                   | 8.                   | Magne Dæhli          | 01:35:08             | 35                   |
| 9.                   | Emma Johansson           | 01:15:28             | 33                   | 9.                   | Fredric Portin       | 01:35:50             | 33                   |
| 10.                  | Julia Gross              | 01:15:52             | 31                   | 10.                  | Carl Godager Kaas    | 01:36:37             | 31                   |

#### Sprint
Annulleret

#### Mellemdistance
| Mellemdistance (nr. 6) | Mellemdistance (nr. 6) | Mellemdistance (nr. 6) | Mellemdistance (nr. 6) | Mellemdistance (nr. 6) | Mellemdistance (nr. 6) | Mellemdistance (nr. 6) | Mellemdistance (nr. 6) |
| ---------------------- | ---------------------- | ---------------------- | ---------------------- | ---------------------- | ---------------------- | ---------------------- | ---------------------- |
| Sted:                  | Uddevalla, Sverige     | Uddevalla, Sverige     | Uddevalla, Sverige     | Uddevalla, Sverige     | Uddevalla, Sverige     | Uddevalla, Sverige     | Uddevalla, Sverige     |
| Dato:                  | 7. juni 2015           | 7. juni 2015           | 7. juni 2015           | 7. juni 2015           | 7. juni 2015           | 7. juni 2015           | 7. juni 2015           |
| Damer                  | Damer                  | Damer                  | Damer                  | Herrer                 | Herrer                 | Herrer                 | Herrer                 |
| #                      | Atlet                  | Tid                    | Point                  | #                      | Atlet                  | Tid                    | Point                  |
| 1.                     | Helena Jansson         | 35:28                  | 100                    | 1.                     | Thierry Gueorgiou      | 39:46                  | 100                    |
| 2.                     | Nadiya Volynska        | 37:09                  | 80                     | 2.                     | William Lind           | 40:11                  | 80                     |
| 3.                     | Emma Johansson         | 37:12                  | 60                     | 3.                     | Matthias Kyburz        | 40:19                  | 60                     |
| 4.                     | Tove Alexandersson     | 37:26                  | 50                     | 4.                     | Daniel Hubmann         | 41:19                  | 50                     |
| 5.                     | Saila Kinni            | 37:31                  | 45                     | 5.                     | Olle Boström           | 41:27                  | 45                     |
| 6.                     | Sarina Jenzer          | 37:42                  | 40                     | 6.                     | Fabian Hertner         | 41:29                  | 40                     |
| 7.                     | Ida Bobach             | 37:45                  | 37                     | 7.                     | Johan Runesson         | 41:50                  | 37                     |
| 8.                     | Merja Rantanen         | 37:59                  | 35                     | 8.                     | Gustav Bergman         | 41:52                  | 35                     |
| 9.                     | Minna Kauppi           | 38:12                  | 33                     | 9.                     | Leonid Novikov         | 42:02                  | 33                     |
| 10.                    | Anne Margrethe Hausken | 38:16                  | 31                     | 10.                    | Frederic Tranchand     | 42:05                  | 31                     |

### 3. afdeling (Storbritannien)
Se mere på VM i orientering 2015.

### 4. afdeling (Schweitz)

#### Langdistance
| Langdistance (nr. 10) | Langdistance (nr. 10)  | Langdistance (nr. 10) | Langdistance (nr. 10) | Langdistance (nr. 10) | Langdistance (nr. 10) | Langdistance (nr. 10) | Langdistance (nr. 10) |
| --------------------- | ---------------------- | --------------------- | --------------------- | --------------------- | --------------------- | --------------------- | --------------------- |
| Sted:                 | Arosa, Schweitz        | Arosa, Schweitz       | Arosa, Schweitz       | Arosa, Schweitz       | Arosa, Schweitz       | Arosa, Schweitz       | Arosa, Schweitz       |
| Dato:                 | 2. oktober 2015        | 2. oktober 2015       | 2. oktober 2015       | 2. oktober 2015       | 2. oktober 2015       | 2. oktober 2015       | 2. oktober 2015       |
| Damer                 | Damer                  | Damer                 | Damer                 | Herrer                | Herrer                | Herrer                | Herrer                |
| #                     | Atlet                  | Tid                   | Point                 | #                     | Atlet                 | Tid                   | Point                 |
| 1.                    | Anne Margrethe Hausken | 1:19:52               | 100                   | 1.                    | Daniel Hubmann        | 1:31:19               | 100                   |
| 2.                    | Sabine Hauswirth       | 1:23:10               | 80                    | 2.                    | Carl Godager Kaas     | 1:33:33               | 80                    |
| 3.                    | Sara Luescher          | 1:24:55               | 60                    | 3.                    | Olav Lundanes         | 1:34:03               | 60                    |
| 4.                    | Rahel Friederich       | 1:25:54               | 50                    | 4.                    | Martin Hubmann        | 1:34:16               | 50                    |
| 5.                    | Sarina Jenzer          | 1:26:35               | 45                    | 5.                    | Matthias Kyburz       | 1:34:26               | 45                    |
| 6.                    | Silje Ekroll Jahren    | 1:26:45               | 40                    | 6.                    | Baptiste Rollier      | 1:37:00               | 40                    |
| 7.                    | Helena Jansson         | 1:26:47               | 37                    | 7.                    | Oleksandr Kratov      | 1:39:01               | 37                    |
| 8.                    | Julia Gross            | 1:27:53               | 35                    | 8.                    | Magne Dæhli           | 1:40:10               | 35                    |
| 9.                    | Emma Johansson         | 1:29:31               | 33                    | 9.                    | Johan Runesson        | 1:41:02               | 33                    |
| 10.                   | Sofia Haajanen         | 1:29:57               | 31                    | 10.                   | Jonas Leandersson     | 1:41:55               | 31                    |

#### Mellemdistance
| Mellemdistance (nr. 11) | Mellemdistance (nr. 11) | Mellemdistance (nr. 11) | Mellemdistance (nr. 11) | Mellemdistance (nr. 11) | Mellemdistance (nr. 11) | Mellemdistance (nr. 11) | Mellemdistance (nr. 11) |
| ----------------------- | ----------------------- | ----------------------- | ----------------------- | ----------------------- | ----------------------- | ----------------------- | ----------------------- |
| Sted:                   | Arosa, Schweitz         | Arosa, Schweitz         | Arosa, Schweitz         | Arosa, Schweitz         | Arosa, Schweitz         | Arosa, Schweitz         | Arosa, Schweitz         |
| Dato:                   | 3. oktober 2015         | 3. oktober 2015         | 3. oktober 2015         | 3. oktober 2015         | 3. oktober 2015         | 3. oktober 2015         | 3. oktober 2015         |
| Damer                   | Damer                   | Damer                   | Damer                   | Herrer                  | Herrer                  | Herrer                  | Herrer                  |
| #                       | Atlet                   | Tid                     | Point                   | #                       | Atlet                   | Tid                     | Point                   |
| 1.                      | Catherine Taylor        | 34:13                   | 100                     | 1.                      | Daniel Hubmann          | 34:35                   | 100                     |
| 2.                      | Nadiya Volynska         | 35:59                   | 80                      | 2.                      | Ruslan Glibov           | 35:39                   | 80                      |
| 3.                      | Sara Luescher           | 36:05                   | 60                      | 3.                      | Baptiste Rollier        | 35:49                   | 60                      |
| 4.                      | Natalia Vinogradova     | 36:06                   | 50                      | 4.                      | Matthias Kyburz         | 35:54                   | 50                      |
| 5.                      | Judith Wyder            | 36:28                   | 45                      | 5.                      | Oleksandr Kratov        | 35:59                   | 45                      |
| 6.                      | Rahel Friederich        | 36:42                   | 40                      | 6.                      | Thor Nørskov            | 36:25                   | 40                      |
| 7.                      | Helena Jansson          | 36:45                   | 37                      | 7.                      | Gustav Bergman          | 36:26                   | 37                      |
| 8.                      | Sabine Hauswirth        | 36:59                   | 35                      | 8.                      | Jan Prochazka           | 36:28                   | 35                      |
| 9.                      | Merja Rantanen          | 37:06                   | 33                      | 9.                      | Albin Ridefelt          | 36:34                   | 33                      |
| 10.                     | Julia Gross             | 37:12                   | 31                      | 10.                     | Bjørn Ekeberg           | 36:38                   | 31                      |

## Sammenlagt resultat
pr. 2. oktober 2015.
| Damernes verdenscup | Damernes verdenscup    | Damernes verdenscup | Damernes verdenscup |
| Plads               | Atlet                  | Point               |                     |
| ------------------- | ---------------------- | ------------------- | ------------------- |
| 1.                  | Tove Alexandersson     | 540                 |                     |
| 2.                  | Sara Luescher          | 509                 |                     |
| 3.                  | Nadiya Volynska        | 459                 |                     |
| 4.                  | Ida Bobach             | 458                 |                     |
| 5.                  | Emma Johansson         | 373                 |                     |
| 6.                  | Sabine Hauswirth       | 322                 |                     |
| 7.                  | Catherine Taylor       | 311                 |                     |
| 8.                  | Judith Wyder           | 301                 |                     |
| 9.                  | Julia Gross            | 287                 |                     |
| 10.                 | Anne Margrethe Hausken | 279                 |                     |

| Herrernes verdenscup | Herrernes verdenscup | Herrernes verdenscup | Herrernes verdenscup |
| Plads                | Atlet                | Point                |                      |
| -------------------- | -------------------- | -------------------- | -------------------- |
| 1.                   | Daniel Hubmann       | 840                  |                      |
| 2.                   | Matthias Kyburz      | 606                  |                      |
| 3.                   | Olav Lundanes        | 384                  |                      |
| 4.                   | Gustav Bergman       | 377                  |                      |
| 5.                   | Magne Dæhli          | 340                  |                      |
| 6.                   | Thierry Gueorgiou    | 317                  |                      |
| 7.                   | William Lind         | 311                  |                      |
| 8.                   | Ruslan Glibov        | 271                  |                      |
| 9.                   | Fabian Hertner       | 257                  |                      |
| 10.                  | Mårten Boström       | 249                  |                      |